# Cima Nera (Alpi Venoste)
La Cima Nera (3.628 m s.l.m. - Hintere Schwärze in tedesco) è una montagna delle Alpi Retiche orientali (sottosezione Alpi Venoste). Si trova lungo la linea di confine tra l'Italia e l'Austria.
Dal versante italiano si trova sopra l'abitato di Senales e domina la Val Venosta; dal versante austriaco si trova sopra Sölden.

## Rifugi
- Martin-Busch-Hütte - 2.501 m